# Ablita
Ablita là một chi bướm đêm thuộc họ Noctuidae.

## Các loài
- Ablita adin (Schaus, 1911)
- Ablita grammalogica Dyar, 1914
- Ablita nymphica Dyar, 1914